# Deltana
Deltana ist ein Ort und ein census-designated place (CDP) in der Southeast Fairbanks Census Area in Alaska in den Vereinigten Staaten. Das U.S. Census Bureau hatte bei der Volkszählung 2020 eine Einwohnerzahl von 2359 ermittelt.

## Geographie
Deltana liegt auf einer Höhe von 350 m im Tanana Valley nördlich der Alaskakette zwischen den beiden Flüssen Delta River im Westen und Tanana River im Nordosten. Das Zentrum von Deltana befindet sich etwa 9 km östlich von Delta Junction. Der Richardson Highway (Alaska Route 2) durchquert das Verwaltungsgebiet. Im Süden reicht es bis zu den Granite Mountains. Im Nordwesten grenzt das CDP Deltana an Big Delta. Im Westen befindet sich Fort Greely. Nordöstlich von Deltana liegt das CDP Healy Lake.

## Geschichte
In dem Gebiet lebte früher die indigene Volksgruppe der Tanana-Athabasken. Der Ort Deltana geht auf die McCarthy-Telegrafenstation zurück, die 1904 vom U.S. Army Signal Corps am Zusammenfluss von Delta River und Tanana River errichtet wurde. In dem Gebiet wurden Bisons angesiedelt. Deltana erschien erstmals beim U.S. Census im Jahr 2020 als ein CDP.

## Demografie
Zum Zeitpunkt der Volkszählung im Jahre 2020 (U.S. Census 2020) hatte Deltana CDP 2359 Einwohner auf einer Landfläche von 1470,94 km². Von den Einwohnern waren 2032 weiß, 26 afrikanisch-amerikanischer, 57 amerikanisch-indianischer Abstammung sowie 32 Asiaten.
Beim Census im Jahr 2000 wurden 1570 Einwohner gezählt, 2010 waren es 2251. Somit ist die Bevölkerungsentwicklung ansteigend.